# 岡田圭右
岡田 圭右（おかだ けいすけ、1968年〈昭和43年〉11月17日 - ）は、日本のお笑いタレント。お笑いコンビ・ますだおかだのツッコミ担当（一発ギャグでボケるケースもある）。相方は増田英彦。大阪府大阪市中央区（旧東区）松屋町出身。松竹芸能所属。

## 経歴
- 身長176 cm、体重70 kg、血液型はO型[1]。
- 大阪市立中大江小学校、大阪市立東中学校、大阪府立港高等学校、関西外国語大学短期大学部英米語学科、大阪外語専門学校卒業。
- 1993年1月、増田の説得に応じコンビを結成し松竹芸能タレント養成所に入所、翌月にデビューした[2]。事務所の同期にはオセロがおり、吉本興業では大阪NSC11期生と同期にあたる。
  - 関西外国語大学短期大学部在学中に二人が出会い、増田がコンビ結成を持ちかけた。増田が関西外大の4回生の時、岡田と学園祭でコンビ復活。二人の活躍（岡田は在校生ではなかった）で学園祭が盛り上がり、松竹芸能にスカウトされるも、プロデビューはそこからまた1年後となった。
  - 文具メーカークツワで、一年間サラリーマン生活を送ったことがある。英検2級、秘書の資格を有している。
- 1995年11月17日（自身の27歳の誕生日）に、同期の元お笑いコンビの「-4℃」の上嶋祐佳と結婚。隆之介、結実の一男一女をもうける。
- 2007年、第1回ベスト・ファーザー賞 in 関西芸能部門を受賞。
- 2017年、上嶋との離婚が成立[3]。
- 2019年11月26日、レギュラーを務める『ゴゴスマ -GO GO!Smile!-』内で30代の一般人女性と再婚したことを報告[4]。2020年10月、男児の誕生が報じられる[5]。

## 芸風
- 「昭和の芸人」と呼ばれるように、「古い」（ツッコミが単語、大声、オーバーアクションなど）芸を使う。漫才ではツッコミ担当だが、時々笑いを取ろうと一発ギャグをするが、いつも空回りで滑る（それを増田が放置して笑いを取るなどのパターンにつなげる）。ただし本人は、スベるのも芸風（すべり芸）だと言い、ボケの増田英彦もあえて滑るツッコミをさせるネタもある。
- バラエティ番組ではすべり芸人に数えられるが、漫才のツッコミとしての実力はかなり高い。
- 端正な顔立ちをしておりイケメン芸人と称されることもあるが[6]、お笑い界の中ではイケメン扱いされることはほとんどなく、専らいじられキャラとなっている。
- 主なギャグは「パァ」「パカッ」「閉店ガラガラ」「出た!」「ウワオ!」「コラー」「バカー」「アータ」「アータネー」「チリンチリ〜ン（自転車のベルの音）」「卓球の音」「ハンドスコープ」「ピョン」「閉店横閉め」。2006年からは「パァ」を「パカッ」に変えると「笑いの金メダル」で発表したが、実際は「パァ」のままである。ピンの時は「もしもサイが〜だったら」という「サイネタ」や、「もしもシカが〜だったら」という「シカネタ」を披露する。また、ギャグの中には岡田の母が使っていたものも含まれている（増田曰く）。
「閉店ガラガラ」はもともと、駄菓子屋を営んでいた岡田の母の口癖[7]であり、前妻との娘・結実も持ち芸にしている。
くりぃむナントカでは「せやな…」というギャグも作った（下記詳細）。
2008年は子年という事で「チュー」（手を顔の前で交差させて指を三本立て、ヒゲを表現しつつ奇声をあげる）というギャグを作るが、「パァ」以上に滑ることが多い。しかし、ひとつ500円で買い取らせていただきますの曲中や、その他子年以外の時にも使われる事が多いなど、干支に関するギャグの中では最も優遇されているギャグでもある。丑年にちなんだギャグ「モォー」も披露したが、スザンヌの妹のマーガリンに真似されたため、別バージョン「ギュー」を披露している
- 漫才中には、増田からモノマネをよく振られている。

### 岡田のギャグ
- パァ!出たぁ!
- 閉店ガラガラ[注 1]
- せやな…
- 言うとる場合か （言うてる場合か）
- 切り取り撮影でお願いします
- チュー!（ねずみ年限定）
- ギュー!（うし年限定、「モォ〜」から変更）
- タイガァー!（2010年とら年限定）※「アッコにおまかせ」内で公開。
- タイガァーアンドワォー!（2010年限定）
- ガオッアンドワオッ!Oh~、スベッタイガー!（2010年寅年限定。上記の2つの寅年ギャグよりも圧倒的に使用頻度が高い）
- ン〜ワァォ!
- ピョ〜ン（2011年うさぎ年にむけてのギャグ）
- ドロン丸!（2015年。ラグビー日本代表の五郎丸歩にちなむ）
- バッビョン!

2007年より、翌年の干支を“干支ギャグ”と称して「アッコにおまかせ」内で発表している。
| 2008年（子年） | 2009年（丑年） | 2010年（寅年）                          | 2011年（卯年） | 2012年（辰年） | 2013年（巳年）  | 2014年（午年） | 2015年（未年）                 | 2016年（申年）                       | 2017年（酉年）        |
| -------------- | -------------- | --------------------------------------- | -------------- | -------------- | --------------- | -------------- | ------------------------------ | ------------------------------------ | --------------------- |
| チュ〜!        | ギュ〜!        | ガオッアンドワオッ!Oh~、スベッタイガー! | ピョォォ〜ン!  | リュ〜ウ!      | ニョロ、フェ〜! | バ(馬)!        | ウールウール100パー笑いは0パー | うーん、ウキーウキウキ、んードキドキ | カーッ！ まさに鳥肌！ |

## エピソード
性格
- 芸風は明るいが、プライベートでは無口である。また、新幹線に乗って黙ってる時が一番落ち着くとしており、一人でいる事を好む[8]。土田晃之は「岡田君はプライベート、超暗いヤツだから。同じ楽屋のときもほぼしゃべらない」と証言し、それを聞いた浜田雅功は「そういうとこ、俺、見たことないわ…」と意外なプライベートの姿に戸惑っていた。次長課長・河本準一も「そうですね。むちゃくちゃ暗いんですよ」と同意した[9]。
- メンタルが強く、温厚な性格のため、声を荒らげたり怒鳴る事はほとんど無い。
- ギャグがスベったら、自らリセットして忘れるようにしている。しかし、リセットして忘れるため、また同じ事を繰り返していると増田に呆れられている。

趣味・嗜好
- 子供の頃から走り屋に憧れ、最初の愛車である日産・180SXを手に入れる。阪神高速の環状線が良く見えるホテルでアルバイトをしていた際には、休憩時間になるとビルの上からギャラリーをしていたという[10]。現在でも、BMW・ミニのクーパーSのMTに乗るといった部類の車好きであるため、『おぎやはぎの愛車遍歴』などの番組にゲストで呼ばれる事もある。
- 野球好きである。チーム名が阪急ブレーブス時代からのオリックス・バファローズ（旧・オリックス・ブルーウェーブ）の熱狂的なファンであり、ブルーウェーブに所属していたイチローとも仲が良い。ファンになったきっかけは父親が阪急ファンだったから（2016年9月3日のOrigin of Bsトークショーより〈レジェンドである山田久志投手、中沢伸二捕手がメイン。山田が阪急にドラフト指名された5日後に岡田が生まれた事も明かした〉）。ブルーウェーブと近鉄バファローズが合併する際、否定的な意見を述べる両チームのファンが多い中で「阪急からオリックスになった時でも応援する気持ちは変わらなかった。合併しようが、チーム名が『バファローズ』になろうが（応援する）気持ちは変わらない」とコメントを寄せていた。松竹芸能の先輩、森脇健児が福岡ソフトバンクホークスの熱狂的なファンであるため、スポーツ番組などの「パ・リーグ球団ファン座談会」などの企画に揃って出演することが多い。
- 小学生の頃リトルリーグで、当時ピッチャーだった清原和博と対戦したことがある。結果は三振（スリーバント失敗）だった[11]。
- 全日本プロレスファン。
- ボウリングが好きであり得意としている。2007年元日にフジテレビ系で放送された、お笑いチャンピオンボウリング新春初投げスペシャルでチームを優勝に導き、自身はMVPを受賞した。
- 以前までは喫煙者だったが、2002年秋にポリープ手術を受け、以降は禁煙トレーニングを行い、同年12月31日付で禁煙に成功した。
- ファッションセンスが良いと評されることがある。長女がモデルをしていることもあり、あまり野暮な格好はしないようにと気をつけており、妻や娘からのアドバイスも受けて、流行を取り入れたりしている。また、相方の増田がアクセサリーが苦手なのに対し、岡田は仕事ではTPOに応じていながらも、プライベートでは結婚指輪以外にネックレスやブレスレットも身に着ける。
- 食べ物の嗜好では刺身等の生ものが苦手。芸人仲間との食レポ入りの外ロケ番組や旅番組でも、生魚入りのメニューには手をつけない。

家族・親族
- 父親は、かつて大阪市中央区にて豆腐屋を経営していた。バブル期を境に賃貸ビルに改築、駄菓子屋も経営していた。
- 母親は香川県小豆島の出身。
- 前妻は1990年代に「-4℃」というコンビで活動していた元漫才師の上嶋祐佳。前妻との間に一男一女おり、息子は俳優の岡田隆之介。娘はモデル、タレントの岡田結実[12]。
  - 2017年時点で自分より売れっ子となりつつある前妻の娘の結実であるが、2017年10月18日放送分のニッポン放送『高田文夫のラジオビバリー昼ズ』で娘への思いを聞かれた岡田は複雑な心中を吐露。さらに娘への心配を見せて娘のオンエアは一切見ないという繊細な一面も見せた[13]。
- 2007年度イエローリボン賞（ベスト・ファーザーin関西）を受賞した。授業参観への積極的な参加や、頻繁に家族旅行に出かけるといったマイホームパパぶりが評価された。
- 前妻の娘・結実の話によると、家庭では厳格な父親であり結実や息子・隆之介に対してシビアな教育を行っていた。

その他
- 座右の銘は「無欲」。このテーマで『無欲〜岡田がおかだである理由〜』も上梓している。
- テレビ朝日系『笑いの金メダル』では、パペットマペットとのスペシャルコンビ「パペットマペットオカペット」を数回披露している。
- 関ジャニ∞の丸山隆平から「西の師匠」と呼ばれ、崇められている。
- 2009年10月から「おもいッきりDON!第1部 おもいッきりPON!」の木曜日、金曜日MCを担当。2010年4月の番組改編後も引き続き「PON!」の木曜日、金曜日を担当。時折月〜水にも「スーパーサブ」として参加することもあるが、2010年3月29日の「PON!」初日にはビビる大木とのダブルMCとして出演した。
- 番組開始当初、オープニングでは岡田の持ちギャグ「閉店ガラガラ」を転じて「開店ガラガラ」で始まっていた。
- 2024年時点で、歴代M-1グランプリ優勝者の中で最年長である。

## 出演

### テレビ番組

#### 情報・バラエティー
現在のレギュラー番組 
- ゴゴスマ -GO GO!Smile!-（CBCテレビ、2015年3月31日 - ）- 火曜コメンテーター
- クイズ!脳ベルSHOW（BSフジ、2015年10月7日 - ）- MC[14]
- お笑い成人式（BSフジ、2020年3月21日 - ）- 司会[15][16]
- 名湯秘湯 ゆるり旅（BSJapanext、2023年4月19日 - ）- 旅番組の旅人
- プレミセ!（NHK BSプレミアム、2023年11月24日 - ）- MC[17][18]

不定期出演
- アメトーーク!（テレビ朝日）
- 有吉くんの正直さんぽ（フジテレビ、2012年7月21日 - ）- 2020年4月現在、過去9回出演
- さんまのお笑い向上委員会（フジテレビ、2015年8月22日 - ）- 2018年4月28日放送分を最後に出演していない
- ダウンタウンのガキの使いやあらへんで!（日本テレビ）- 年末特番「笑ってはいけない」シリーズに定期的に出演
- ちょっと福岡行ってきました!（TVQ九州放送、2017年10月21日 - ）- 旅人、2023年11月現在、過去8回出演（スタジオ出演2回を含む）　2020年8月22日・8月29日放送分（スタジオ出演）を最後に出演していない
- ちゃちゃ入れマンデー（関西テレビ）
- ダグアウト!!!（BSJapanext→BS10） - 2025年1月から6月まで放送時間がクイズ!脳ベルSHOWの裏となっていたため出演していなかった。

 過去のレギュラー番組 
- ラジかる!!（日本テレビ、2005年10月3日 - 2006年3月30日）- 中山秀征のスケジュールの都合により「代打MC」として主に月曜と隔週木曜に出演（正式なレギュラーではなかった）
- ラジかるッ（日本テレビ、2006年4月3日 - 2009年3月27日）- 月曜コメンテーター
- おもいッきりイイ!!テレビ（日本テレビ、2008年10月 - 2009年3月）- 木曜コメンテーター
- おもいッきりDON!（日本テレビ、2009年3月30日 - 9月28日）- 月曜コメンテーター
- おもいッきりDON!第1部 おもいッきりPON!（日本テレビ、2009年10月5日、10月8日 - 2010年3月26日）- 木曜・金曜MC
- PON!（日本テレビ、2010年3月29日 - 2018年9月27日）- 水曜・木曜MC
- クイズ!ヘキサゴンII（フジテレビ、2005年11月 - 2011年9月）- 2009年2月に相方の増田が降板するまではコンビ出演
- 競馬BEAT（東海テレビ制作分）- 中京競馬場編の司会
- キキミミ!（関西テレビ、2011年4月4日 - 9月28日）- 総合司会（月〜水）
- ヴァンガ道（テレビ東京、2011年10月2日 - 2012年3月25日・2013年4月6日 - 12月28日）- MC
- 原宿キラキラ学院（テレビ東京、2012年4月1日 - 9月30日）- 司会
- 見知らぬ関西新発見!みしらん（朝日放送、2012年4月7日 - 2013年9月21日）- レギュラー
- すイエんサー（NHK Eテレ、2011年10月4日 - 2015年3月24日）- MC
- ハピくるっ!（関西テレビ、2011年10月3日 - 2015年3月27日）- 月曜MC
- 岡田圭右のナイス"パァ"ゴルフ（関西テレビ）
- 前略、大徳さん（中京テレビ、2014年12月7日 - ）「岡大徳さん 商店街でワォ!」コーナー担当
- 優しい人なら解ける クイズやさしいね（フジテレビ）- 準レギュラー
- おはよう、たけしですみません。（テレビ東京、2017年10月3日）[19][20]
- 世界・ふしぎ発見!（TBSテレビ、2019年6月15日 -  2024年3月30日）- 解答者（準レギュラー）→MCアシスタント
- 日曜ゴルフっしょ!（テレビ東京、2020年7月5日 - 2021年3月28日）- MC
- みんなでBINGOLF（テレビ東京、2021年4月2日 - 10月1日）- MC
- ますおか岡田のええもんWOW!（BSJapanext、2022年10月12日 - 2023年4月12日） - 「名湯秘湯 ゆるり旅」の前身番組
- 岡田圭右の出た!PARGOLF!（BS12トゥエルビ、2023年4月2日 - 9月24日）- MC
- 潜在能力テスト（フジテレビ）
- ザ少年倶楽部プレミアム （NHK BSプレミアム、2019年4月 - 2023年10月）- MC

### テレビドラマ
- 悪夢ちゃん（日本テレビ、2012年10月 - 12月） - 麦山勇市 役
- 月曜ゴールデン「浅見光彦シリーズ35・風のなかの櫻香」（TBSテレビ、2016年3月28日） - 越智大介 役
- 婚姻届に判を捺しただけですが（TBSテレビ、2021年10月19日 - 12月21日） - 舛田康弘 役[21][22]
- バントマン 第8話（2024年12月1日、東海テレビ・フジテレビ系） - 芋川出 役[23]

### 映画
- おかえり、はやぶさ（2012年3月10日）- JAXA職員 役
- ゴーストライターホテル（2012年3月17日）- プロデューサー 役
- 悪夢ちゃん The 夢ovie（2014年5月3日）- 麦山勇市 役
- 映画 ST 赤と白の捜査ファイル（2015年1月10日）- 本人 役
- 事故物件ゾク 恐い間取り（2025年7月25日公開予定）[24]

### 劇場アニメ
- それいけ!アンパンマン りんごぼうやとみんなの願い（東京テアトル、2014年7月5日） - マジョーラ 役[25]

### ラジオ
- 進研ゼミ高校講座Presents 目からウロコ!24（ニッポン放送、2005年7月1日 - 2007年3月30日）- 2代目担任
- Monday!SPORTS - JAM（ABCラジオ、「これぞ!Bs魂」のコーナーに隔週ペースで出演。番組内では「Bs魂終身名誉オーナー」の肩書をもつ）
- なな→きゅう（文化放送[26]、2019年4月4日 - 2021年3月25日 ）- 木曜パートナー
- ますだおかだ岡田圭右とアンタッチャブル柴田英嗣のおかしば（文化放送、2021年10月2日 - ）
- 岡田圭右・有澤樟太郎の語れ！バファローズ(文化放送、2023年11月8日)

### ウェブテレビ
- ますおか岡田&スーパーササダンゴマシンのパァ!さんぽ~看板娘いませんか?~（AbemaTV、2017年）- MC
- 岡田&こじるり 違うde SHOW!（AbemaTV、2016年12月18日 - 2017年3月26日）- MC[27]

### CM
- アサヒビール 麦搾り（2010年）
- JT 缶コーヒー Roots（2011年）
- スタッフサービス グッジョブ私「正しいがんばりかた2」（2011年）頭部の出演のみ、首から下は派遣社員サイボーグ022 &CMメイキング映像
- くら寿司 すしやのうな丼（2013年）
- モンデリーズ・ジャパン キシリクリスタル
- マクドナルドおてごろマック（2016年）
- キューズモール（2016年）[28]